# Рок (Кальвадос)
Рок (фр. Rocques) — коммуна во Франции, находится в регионе Нижняя Нормандия. Департамент коммуны — Кальвадос. Входит в состав кантона Лизьё 1-й кантон. Округ коммуны — Лизьё.
Код INSEE коммуны — 14540.

## Население
Население коммуны на 2010 год составляло 315 человек.
| 1962 | 1968 | 1975 | 1982 | 1990 | 1999 | 2010 |
| ---- | ---- | ---- | ---- | ---- | ---- | ---- |
| 294  | 244  | 201  | 209  | 287  | 308  | 315  |

## Экономика
В 2010 году среди 171 человека трудоспособного возраста (15—64 лет) 120 были экономически активными, 51 — неактивными (показатель активности — 70,2 %, в 1999 году было 69,3 %). Из 120 активных жителей работали 105 человек (56 мужчин и 49 женщин), безработных было 15 (7 мужчин и 8 женщин). Среди 51 неактивных 16 человек были учениками или студентами, 23 — пенсионерами, 12 были неактивными по другим причинам.